# Hôtel d'Asfeldt
El Hôtel d'Asfeldt es una mansión privada ubicada en lado este de laPlace des Vosges, en el número 16 y entre los hoteles de Ribault y Clermont-Tonnerre, en el  4 distrito d eParís, Francia.

## Historia
Data de principios del siglo XVII. 

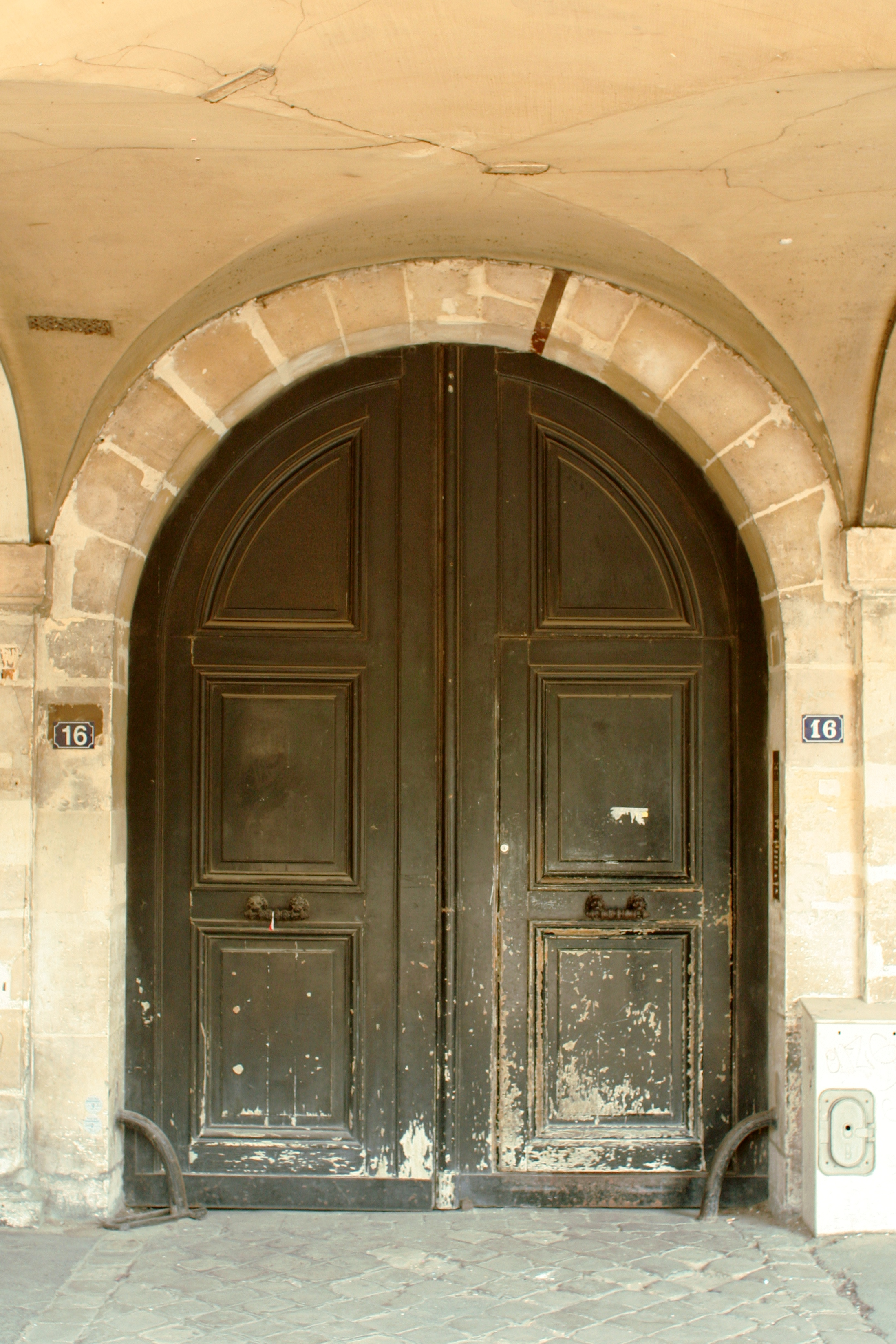
Porte-cochere del Hôtel d'Asfeldt.

La puerta y los mascarones del patio, así como la escalera, fueron registrados como monumentos históricos en 1953 y la fachada y la galería abovedada de la plaza, así como las cubiertas, fueron catalogadas en 1955.